# 戸沢芳郎
戸沢 芳郎（とざわ よしろう、1911年1月2日 - 1991年5月15日）は、日本の経営者。安田信託銀行社長、会長を務めた。

## 経歴
東京都出身。1928年に東京帝国大学経済学部商業学科を卒業し、同年に安田銀行に入行。1955年11月に安田信託銀行に転じ、取締役に就任し、1965年5月には副社長に就任した。1970年5月に社長に昇格し、1976年6月には会長に就任し、1980年6月から相談役を務めた。
1975年9月に藍綬褒章を受章し、1981年5月に勲二等瑞宝章を受章した。
1991年5月15日、急性心不全のために死去。80歳没。